# Bonnevoie-Sud
Bonnevoie-Sud (Luxemburgs: Bouneweg-Süd, Duits: Bonneweg-Süd) is een stadsdeel van Luxemburg in het zuidoosten van Luxemburg. In 2010 woonden er 15.596 mensen in het stadsdeel en daarmee is Bonnevoie-Sud het dichtstbevolkte stadsdeel van Luxemburg-stad. Portugezen vormen een belangrijke minderheidsgroep in de wijk. 
Het stadsdeel bestaat uit een deel van Bonnevoie, dat tot 1920 in de gemeente Hollerich lag. In dat jaar fuseerden de gemeenten Hollerich, Rollingergrund en Hamm met de hoofdstad.
Beggen · Belair · Bonnevoie-Nord-Verlorenkost · Bonnevoie-Sud · Cents · Cessange · Clausen · Dommeldange · Eich · Gare · Gasperich · Grund · Hamm · Hollerich · Kirchberg · Limpertsberg · Merl · Muhlenbach · Neudorf-Weimershof · Pfaffenthal · Pulvermühl · Rollingergrund-Belair Nord · Ville-Haute (Bovenstad, centrum) · Weimerskirch